# Disseny de naus espacials
El disseny de naus espacials cobreix diferents temes, incloent tant el disseny de naus espacials robòtiques (satèl·lits i sondes planetàries), com naus tripulades (transbordadors o estacions espacials).
El disseny en aquest sentit va néixer com a disciplina a la dècada de 1950 i 1960 amb l'advent dels programes d'exploració espacial americans i russos. Des de llavors hi ha hagut una evolució, encara que en general menys de les tecnologies terrestres comparables. Això és per a una gran part a causa del repte de l'ambient espacial, però també a la manca de serveis bàsics de R&D, i altres factors culturals dins de la comunitat de disseny. D'altra banda, una altra de les raons de la lentitud del disseny d'aplicacions espacials és l'alt cost energètic, i la baixa eficiència, per aconseguir l'òrbita. Aquest cost pot ser vist com un cost inicial massa alt.

## Àrees de l'enginyeria implicades
El disseny de naus espacials reuneix aspectes de diverses disciplines, és a dir:
- Astronàutica per al disseny de la missió i la derivació dels requisits de disseny,
- Enginyeria de sistemes per mantenir la línia de base del disseny i la derivació dels requisits del subsistema,
- Enginyeria de comunicacions per al disseny dels subsistemes que es comuniquen amb el terra (per exemple, telemetria) i realitzen telemetria.
- Enginyeria informàtica per al disseny dels ordinadors a bord i busos informàtics. Aquest subsistema es basa principalment en tecnologies terrestres, però a diferència de la majoria d'elles, ha de: fer front a l'entorn espacial, ser molt autònom i oferir una major tolerància a fallades.
  - Pot incorporar components endurits per radiació qualificats per l'espai.
- Enginyeria de programari per al programari a bord que executa totes les aplicacions a bord, així com programari de control de baix nivell. Aquest subsistema és molt similar als dissenys de programari incrustat i en temps real terrestre,
- Enginyeria elèctrica per al disseny del subsistema de potència, que genera, emmagatzema i distribueix la potència elèctrica a tots els equips de bord,
- Teoria de control per al disseny del subsistema de control d'orientació i òrbita, que apunta correctament la nau espacial, i manté o modifica l'òrbita segons el perfil de la missió; el maquinari utilitzat per a l'accionament i la detecció a l'espai sol ser molt específic de les naus espacials,
- Enginyeria tèrmica per al disseny del subsistema de control tèrmic (inclosos radiadors, aïllants i escalfadors), que manté les condicions ambientals compatibles amb les operacions de l'equip de la nau espacial; Aquest subsistema té tecnologies molt específiques de l'espai, ja que a l'espai, la radiació i la conducció solen dominar com a efectes tèrmics, per oposició a la Terra on la convecció és típicament la principal,
- Enginyeria de propulsió per al disseny del subsistema de propulsió, que proporciona mitjans per transportar la nau espacial d'una òrbita a una altra,
- Enginyeria mecànica per al disseny de les estructures i mecanismes de la nau espacial, així com la selecció de materials adequats per al buit. Aquests inclouen bigues, panells i apèndixs desplegables o dispositius de separació (per separar-se del vehicle de llançament).

## Subsistemes de naus espacials

### Estructura
el model de satèl·lit porta la càrrega útil. Els seus subsistemes admeten la càrrega útil i ajuden a apuntar correctament la càrrega útil. Posa la càrrega útil a l'òrbita correcta i la manté allà. Ofereix funcions de neteja. També proporciona manteniment d'òrbita i actitud, energia elèctrica, comandament, telemetria i maneig de dades, estructura i rigidesa, control de temperatura, emmagatzematge de dades i comunicació, si és necessari. La càrrega útil i l'autobús de la nau espacial poden ser unitats diferents o poden ser combinades. L'adaptador de reforç proporciona la interfície de càrrega amb el vehicle (càrrega útil i el model de satèl·lit junts).
La nau espacial també pot tenir una càrrega de propulsor, que s'utilitza per conduir o empènyer el vehicle cap amunt, i una etapa de propulsió. El propulsor que s'utilitza habitualment és un gas comprimit com el nitrogen, líquid com la hidrazina monopropel·lent o el combustible sòlid, que s'utilitza per a correccions de velocitat i control d'orientació. En una etapa d'impuls (també anomenat motor d'impuls de l'apogeu, mòdul de propulsió o etapa de propulsió integral) s'utilitza un motor de coet independent per enviar la nau espacial a la seva òrbita de missió.
Quan es dissenya una nau espacial, l'òrbita que s'utilitzarà s'ha de tenir en compte, ja que afecta el control dorietació, el disseny tèrmic i el subsistema d'energia elèctrica. Però aquests efectes són secundaris en comparació amb l'efecte causat sobre la càrrega útil a causa de l'òrbita. Així, mentre es dissenya la missió; el dissenyador selecciona aquesta òrbita que augmenta el rendiment de la càrrega útil. El dissenyador fins i tot calcula les característiques de rendiment de la nau espacial requerides, com ara l'apuntament, el control tèrmic, la quantitat de potència i el cicle de treball. Aleshores es fa la nau espacial, que compleix tots els requisits.

### Determinació i control d'orientació
El subsistema de determinació i control d'orientació (ADCS) s'empra per canviar l'orientació de la nau espacial. Hi ha alguns Parell de forces externs que actuen sobre la nau espacial al llarg de l'eix que passa pel seu centre de gravetat que poden reorientar la nau espacial en qualsevol direcció o poden donar-li un gir. L'ADCS anul·la aquests parells aplicant parells iguals i oposats mitjançant la propulsió i la navegació. El moment d'inèrcia de la carrosseria s'ha de calcular per determinar els parells externs, que també requereix la determinació de l'orientació absoluta del vehicle mitjançant sensors. La propietat anomenada "rigidesa giroscòpica" s'utilitza per reduir l'efecte de gir.
La nau espacial més senzilla aconsegueix el control girant o interactuant amb els camps magnètics o de gravetat de la Terra. De vegades estan descontrolats. Les naus espacials poden tenir diversos cossos o estan connectades a parts importants, com ara panells solars o antenes de comunicació que necessiten una actitud individual apuntant. Per controlar l'actitud de l'apèndix, sovint s'utilitzen actuadors, amb sensors i controladors separats.
Els diferents tipus de tècniques de control utilitzades són:
- Tècniques de control passiu.
- Tècniques de control de gir.
- Tècniques de control de tres eixos.

### Telemetria, seguiment i comandament
La telemetria, seguiment i comandament, de l'anglès Telemetry, tracking, and command (TT&C) s'utilitza per a la comunicació entre les naus espacials i els sistemes terrestres. Les funcions del subsistema són:
- Control de naus espacials per part de l'operador a la Terra
- Rebre les ordres d'enllaç ascendent, processar-les i enviar-les a altres subsistemes per implicar-les.
- Rebre les ordres d'enllaç descendent dels subsistemes, processar-les i transmetre-les a la Terra.
- Informar constantment sobre la posició de la nau espacial.

### Comunicació
El procés d'enviament d'informació cap a la nau espacial s'anomena enllaç ascendent o enllaç directe i el procés contrari s'anomena enllaç descendent o enllaç de retorn. L'enllaç ascendent consta d'ordres i tons d'abast, mentre que l'enllaç descendent consisteix en telemetria d'estat, tons d'abast i fins i tot pot incloure dades de càrrega útil. El receptor, l'emissor i una antena gran angular (hemisfèrica o omnidireccional) són els components principals d'un subsistema bàsic de comunicació. Els sistemes amb altes velocitats de dades poden fins i tot utilitzar una antena direccional, si és necessari. El subsistema ens pot proporcionar la coherència entre els senyals d'enllaç ascendent i descendent, amb l'ajuda dels quals podem mesurar els desplaçaments Doppler de velocitat d'interval. El subsistema de comunicació es dimensiona per la velocitat de dades, la taxa d'error admissible, la longitud del camí de comunicació i la freqüència de RF.
La gran majoria de les naus espacials es comuniquen mitjançant antenes de ràdio -- comunicació per satèl·lit. Algunes naus espacials es comuniquen mitjançant làsers, ja sigui directament a terra com amb LADEE; o entre satèl·lits com amb OICETS, Artemis, Alphabus i el sistema europeu de retransmissió de dades.

### Energia
El subsistema d'energia elèctrica (EPS) consta de 4 subunitats:
- Font d'energia (bateria, cèl·lula solar, piles de combustible, parell termoelèctric)
- Unitat d'emmagatzematge (Nombre de piles en sèrie)
- Distribució d'energia (cablejat, commutació, protecció contra cops)
- Regulació i control de l'energia (per evitar la sobrecàrrega i el sobreescalfament de la bateria)

### Tèrmica
El subsistema de control tèrmic, de l'anglès Thermal control subsystem (TCS) s'utilitza per mantenir la temperatura de tots els components de la nau espacial dins de certs límits. Es defineixen els límits superior i inferior per a cada component. Hi ha dos límits, a saber, operacional (en condicions de treball) i de supervivència (en condicions no laborals). La temperatura es controla utilitzant aïllants, radiadors, escalfadors, persianas i donant un acabat superficial adequat als components.

### Propulsió
La funció principal del subsistema de propulsió és proporcionar empenta per canviar la velocitat de translació de la nau espacial o aplicar parells per canviar el seu moment angular. No hi ha cap requisit d'empenta i, per tant, fins i tot cap requisit d'equip de propulsió en una nau espacial més senzilla. Però molts d'ells necessiten una empenta controlada al seu sistema, de manera que el seu disseny inclou algun tipus de propulsió mesurada (un sistema de propulsió que es pot activar i apagar en petits increments).
L'empenta s'utilitza per als propòsits següents: per canviar els paràmetres orbitals, per controlar l'orientació durant l'empenta, corregir errors de velocitat, maniobrar, contrarestar les forces pertorbadores (per exemple, arrossegament) i controlar i corregir el moment angular. El subsistema de propulsió inclou un propulsor, un tanc, un sistema de distribució, un pressionant i uns controls de propulsor. També inclou propulsors o motors.

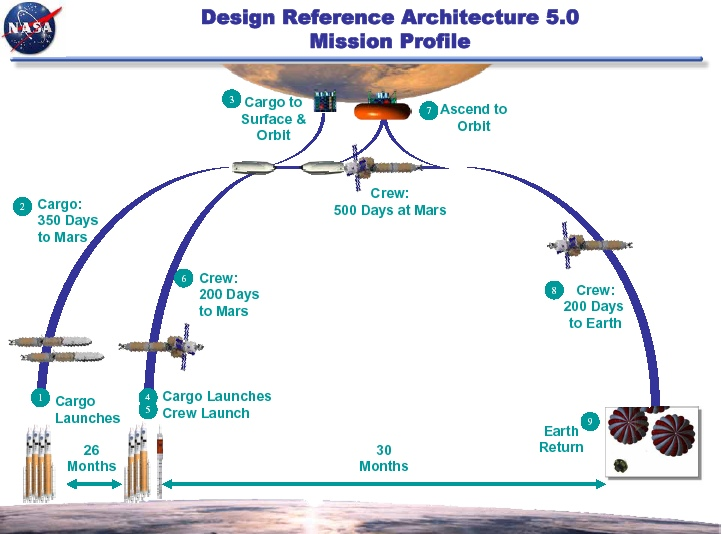
Un exemple d'arquitectura de mitjans de la dècada de 2010 d'una missió de vol espacial humà a Mart, tal com va preveure l'agència espacial dels Estats Units, la NASA.

## Arquitectura de la missió espacial
El disseny de les naus espacials sempre es basa en l'arquitectura particular de la missió del vol espacial que s'està considerant. Normalment, es poden imaginar una varietat d'arquitectures de missió que assolirien l'objectiu general del vol, tant si aquests objectius són recopilar dades científiques com simplement transportar càrrega a través de l'entorn espacial per a qualsevol propòsit, governamental o econòmic.
Les arquitectures de la missió de vol espacial especificaran si una nau espacial ha de ser autònoma o telerobòtica, o fins i tot estar tripulada per fer front a exigències o objectius particulars de la missió. Altres consideracions inclouen trajectòries ràpides o lentes, maquillatge i capacitat de càrrega útil, durada de la missió o el nivell de redundància del sistema perquè el vol pugui assolir diversos graus de tolerància a fallades.